# Chaud Lapin
Pour plus de détails, voir Fiche technique et Distribution.
Chaud Lapin (Hare Splitter) est un cartoon Merrie Melodies réalisé par Friz Freleng en septembre 1948, mettant en scène Bugs Bunny et son rival en amour, le lapin Casbah.

## Synopsis
Dans son terrier, Bugs se prépare à aller voir sa petite amie : Daisy Lou, lapine grise comme lui. Ce qu'il ignore, c'est que son rival nommé Casbah, grand lapin à grosse truffe rouge, se prépare à la rencontrer aussi. Lors d'un duel de cadeaux, Bugs assomme finalement Casbah avec une enclume, avant de se rendre compte que Daisy est partie faire des courses. Bugs se déguise en Daisy Lou afin de séduire le lapin crédule. La ruse fonctionne mais Bugs, lassé de voir Casbah amoureux faire marcher ses doigts vers lui, pose un piège à souris qui écrase les doigts de son ennemi naïf.
Le lapin malin offre à Casbah des carottes explosives avant de lui faire embrasser une ventouse bordée de rouge à lèvres, puis de lui faire embrasser une bombe (boulet explosif) habillée en Daisy Lou. Bugs, déguisé en Cupidon, convainc le lapin devenu dépressif de se faire tirer une flèche dans les fesses afin de raviver et sceller sa liaison entre Daisy Lou et lui. Casbah, s'apercevant enfin de la supercherie, frappe Bugs bien que ce dernier se croie protégé parce qu'il porte des lunettes. Après une nouvelle course-poursuite où Bugs aplatit son rival contre une porte, la vraie Daisy Lou rentre chez elle.
Casbah la prenant pour Bugs déguisé, il l'assomme avec un grand vase. Elle se venge en l'assommant à son tour, avec Bugs qui lui passe opportunément un pot supplémentaire. Peu après, Bugs offre des carottes explosives sans le savoir à Daisy Lou. Ils explosent lorsqu'ils s'embrassent fougueusement, mais chacun prend cela pour l'effet de leur amour entre eux, et ils dansent de joie à la suite.

## Fiche technique
- Réalisation : Friz Freleng, crédité comme I. Freleng
- Producteur : Edward Selzer
- Production : Warner Bros.
- Distribution : 
1948 : Warner Bros. Pictures (USA) cinéma
1996 : Warner Home Video (USA) VHS
2007 : Warner Home Video (USA) DVD
2021 : MeTV (USA) télévision
- Format : 1,37 :1 Technicolor, son mono
- Scénario : Tedd Pierce
- Musique : Carl W. Stalling
- Montage : Treg Brown (non crédité)
- Durée : 7 minutes
- Langue : anglais
- Pays : États-Unis
- Date de sortie : États-Unis : 25 septembre 1948

## Voix
- Mel Blanc : Bugs Bunny et Casbah le lapin
- Sara Berner : Daisy Lou (non crédité)

## Animation
- Ken Champin : animateur
- Gerry Chiniquy : animateur
- Paul Julian (en) : arrière-plans
- Manuel Perez : animateur
- Hawley Pratt : préparation
- Virgil Ross : animateur
- Pete Burness : animateur (non crédité)

## Musique
- Carl W. Stalling, directeur de la musique
- Milt Franklyn, orchestration (non crédité)

## Titres de musiques
Aucune chanson ou musique ne figure au générique.
- If I Could Be with You

Musique de James P. Johnson, paroles d'Henry Creamer.
Chantée par Bugs et Casbah pendant le temps où ils se font beaux dans leur terrier respectif.
- Cuddle Up a Little Closer, Lovey Mine

Musique de Karl Hoschna (en).
Jouée quand Bugs et Casbah sont sur la balancelle.
- All in Favor Say 'Aye'

Par Cliff Friend (en).
Jouée quand Casbah, fou amoureux, se prend pour un poulet puis un chien.
- Don't Take Your Love From Me

Musique par Henry Nemo (en).
Jouée quand Bugs courtise Daisy Lou.
- Whatcha Say?

Musique par Burton Lane.
Jouée quand Bugs demande à Casbah s'il a des problèmes amoureux.

## Autour du cartoon
Le titre est un jeu de mots avec « hair splitter », dont la traduction est « pinailleur » et tirée de l'expression « couper les cheveux en quatre ».